# Oscar Zeta Acosta
Oscar Zeta Acosta (8 de abril de 1935 - desaparecido en 1974) fue un abogado, escritor y activista estadounidense del movimiento chicano, quizás más conocido por su amistad con el también escritor Hunter S. Thompson, quien lo caracterizó como su abogado samoano, Dr. Gonzo, en su aclamada novela de 1971 Miedo y asco en Las Vegas (también conocida bajo el título Pánico y Locura en Las Vegas).

## Biografía y carrera
Acosta nació en El Paso, Texas, y se crio en un pequeño pueblo rural del Valle de San Joaquín (ver Valle Central de California) llamado Riverbank, cerca de Modesto (California). El padre de Acosta, Manuel Mercado Acosta, fue reclutado durante la Segunda Guerra Mundial, por lo que tuvo que cuidar de su familia desde muy pequeño. En ocasiones, Acosta se sentía como un outsider y volcaba sus sentimientos de alienación, desconfianza e inadaptación en sus trabajos.
Tras terminar la secundaria, Acosta se unió a la Fuerza Aérea de los Estados Unidos. A continuación, se abrió camino hasta la universidad, convirtiéndose en el primer miembro de su familia en conseguirlo. Asistió a clases nocturnas en la Escuela de Derecho de San Francisco, California, y pasó el examen para abogados del Estado de California en 1966. En 1967, Acosta comenzó a trabajar como abogado para los desfavorecidos en la East Legal Aid Society de Oakland, California.
En 1968 Acosta se mudó al Este de Los Ángeles y se unió al Movimiento Chicano como abogado activista, defendiendo a los revolucionarios chicanos, como el activista de los Brown Berets Carlos Filafasofa, y otros desheredados habitantes del East L.A. Su controvertida defensa le ganó la ira del Departamento de Policía de Los Ángeles, que consideraron al movimiento "Brown Pride" ('Orgullo Marrón', debido al color de sus pieles) más peligroso que los Panteras Negras. Por este motivo, fue habitualmente seguido y acosado por el Departamento de Policía.
En 1970 se postuló para sheriff del Condado de Los Ángeles contra Peter J. Pitchess y recibió más de 100 000 votos. Durante la campaña, pasó un par de días en la cárcel por desacato al tribunal, y prometió que si era elegido acabaría con la (según su opinión) arcaica manera en que el departamento del sheriff estaba organizado. Acosta, conocido por sus corbatas escandalosas y su maletín floreado con una pegatina del Poder Chicano, ni siquiera se acercó a los 1 300 000 votos que consiguió el sheriff Pitchess, pero si superó al otro candidato, Everett Holladay, jefe de policía de Monterey Park.
Su primera novela, Autobiografía de un Búfalo Marrón (Autobiography of a Brown Buffalo), fue publicada en 1972, seguida en 1973 por La Revuelta del Pueblo Cucaracha (The Revolt of the Cockroach People), una versión ficcionalizada de la Moratoria Chicana de 1970.
En el verano de 1967 Acosta conoció al periodista gonzo Hunter S. Thompson, quien en 1971 escribió un artículo sobre Acosta y la injusticia en los barrios del East Los Angeles para Rolling Stone titulado  "Rumores Extraños en Aztlan" ("Strange Rumblings in Aztlan"). Este artículo también trataba el asesinato del columnista del Los Angeles Times Rubén Salazar. Mientras estaba trabajando en este artículo, Thompson y Acosta decidieron hacer un viaje a Las Vegas, Nevada, en el que podrían hablar abiertamente sobre el caso Salazar y la injusticia racial en Los Ángeles. El reportaje sobre este viaje fue inmortalizado en el libro (más tarde adaptado al cine) Miedo y asco en Las Vegas.
Como Hunter S. Thompson describió en el artículo para Rolling Stone "The Banshee Screams for Buffalo Meat" ("El Banshee grita por carne de búfalo"), el departamento legal de la editorial que publicaría Miedo y asco en Las Vegas alegó que no podían publicar el libro hasta que recibieran autorización por parte de Acosta, debido a las obvias referencias al abogado que el manuscrito incluía. Cuando le escribieron solicitando los permisos, Acosta se negó porque no quería ser conocido como "El Samoano de 300 libras". Sin embargo, comprendía que tener que sustituir esta referencia por su nombre provocaría que el libro no fuera publicado a tiempo, por lo que accedió a dar su permiso a cambio de que su nombre y fotografía aparecieran en la sobrecubierta del libro.

## Desaparición
En 1974, Acosta desapareció en el transcurso de un viaje en Mazatlán, Sinaloa (México). Su hijo, Marco Acosta, cree haber sido la última persona en hablar con su padre. En mayo de 1974, Acosta llamó a su hijo y le contó que estaba "a punto de subir en un barco lleno de nieve blanca". Marco diría más tarde en referencia a la desaparición de su padre: "Nunca se encontró el cuerpo, pero suponemos que probablemente, sabiendo la gente con la que él estaba involucrado, terminaría fanfarroneando, metiéndose en una pelea y haciendo que le mataran".
De acuerdo con el obituario de Acosta escrito por Thompson, titulado "Fear and Loathing in the Graveyard of the Weird: The Banshee Screams for Buffalo Meat" ("Miedo y Asco en el Cementerio de los Raros: El Banshee grita por carne de búfalo"), Acosta era un gran abogado y orador pero sufría una adicción a las anfetaminas y bastante predilección por el LSD-25. El obituario alterna entre lo mordaz y lo tierno, pero en conjunto transmite el sentimiento de que Acosta fue un hombre que sentía que estaba condenado al martirio y destinado a ser un mesías, pero se sentía frustrado por su incapacidad para llegar a serlo. El artículo fue la respuesta de Thompson a los rumores de que Acosta estaba vivo en algún lugar cerca de Miami.

## Citas sobre Acosta
Oscar no era demasiado peligroso en la lucha callejera, pero era un infierno sobre ruedas en una pelea de bar. Cualquier combinación de un mexicano de 250 libras y el LSD-25 es una potencial amenaza terminal para cualquier cosa que pueda alcanzar -pero cuando el supuesto mexicano es en realidad un abogado chicano profundamente cabreado sin temor a ninguna cosa que ande con menos de tres patas y un suicida de facto con la convicción de que va a morir a la edad de 33 - Igual que Jesucristo - tienes un pedazo de trabajo duro en tus manos. Sobre todo si el hijo de puta ya tiene 33 años y medio y la cabeza llena de ácido Sandoz, una Magnum .357 en la cintura, un chicano guardaespaldas hacha en la mano pegado a él en todo momento, y un hábito desconcertante de proyectar géiseres de vómito de pura sangre en el porche delantero cada 30 o 40 minutos, o cada vez que su úlcera maligna no puede manejar ni un ápice de tequila más.
Hunter S. Thompson, Rolling Stone 15 de diciembre de 1977

En cada siglo hay unos pocos individuos que están destinados a liderar a los débiles, a tener unas creencias impopulares y, lo más importante, que están dispuestos a morir por su causa. La vida entera de mi padre estuvo dedicada a luchar por "el pueblo".
Marco Acosta

Uno de los prototipos de Dios. Un mutante de alto poder de algún tipo, ni siquiera considerado para ser producido en masa. Demasiado raro para vivir, y demasiado raro para morir.
Hunter S. Thompson, Rolling Stone 15 de diciembre de 1977

## Representaciones en el cine
Acosta ha sido representado dos veces en el cine:
La primera, en la película de 1980 Where the Buffalo Roam (Donde vagan los búfalos), en la que se representa vagamente la vida de Acosta y su relación con Hunter S. Thompson, y que toma su nombre del obituario de Acosta escrito por Thompson, que de hecho es una referencia al libro de Acosta Autobiografía de un Búfalo Marrón (Autobiography of a Brown Buffalo). Peter Boyle hizo el papel de Acosta, quien en esta película es conocido como "Carl Lazlo, abogado". Por su parte, Bill Murray representó a Thompson.
Y la segunda, la película de 1998 Fear and Loathing in Las Vegas, la cual es una adaptación de la novela Miedo y asco en Las Vegas, de Thompson, y que cuenta el viaje que ambos hicieron a Las Vegas en 1971. Benicio del Toro representó a Acosta, llamado tanto en el filme como en el libro "Dr. Gonzo", y Johnny Depp hizo el papel de Thompson (bajo el alias de "Raoul Duke").